# Varennes-Vauzelles
Varennes-Vauzelles – miejscowość i gmina we Francji, w regionie Burgundia-Franche-Comté, w departamencie Nièvre.
Według danych na rok 1990 gminę zamieszkiwały 10 602 osoby, a gęstość zaludnienia wynosiła 312 osób/km² (wśród 2044 gmin Burgundii Varennes-Vauzelles plasuje się na 14. miejscu pod względem liczby ludności, natomiast pod względem powierzchni na miejscu 126.).